# 奈良市中央体育館

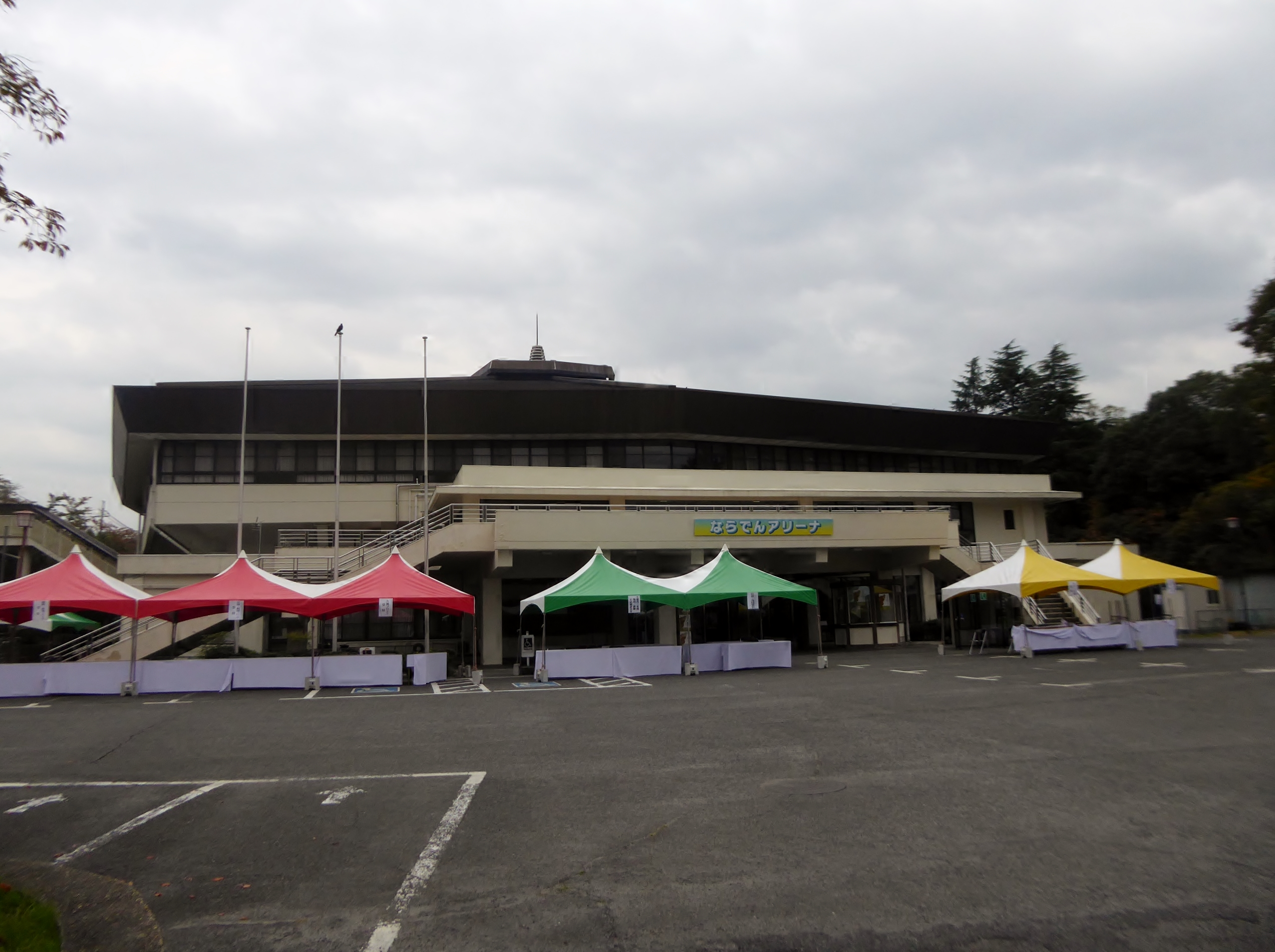
ならでんアリーナ時代

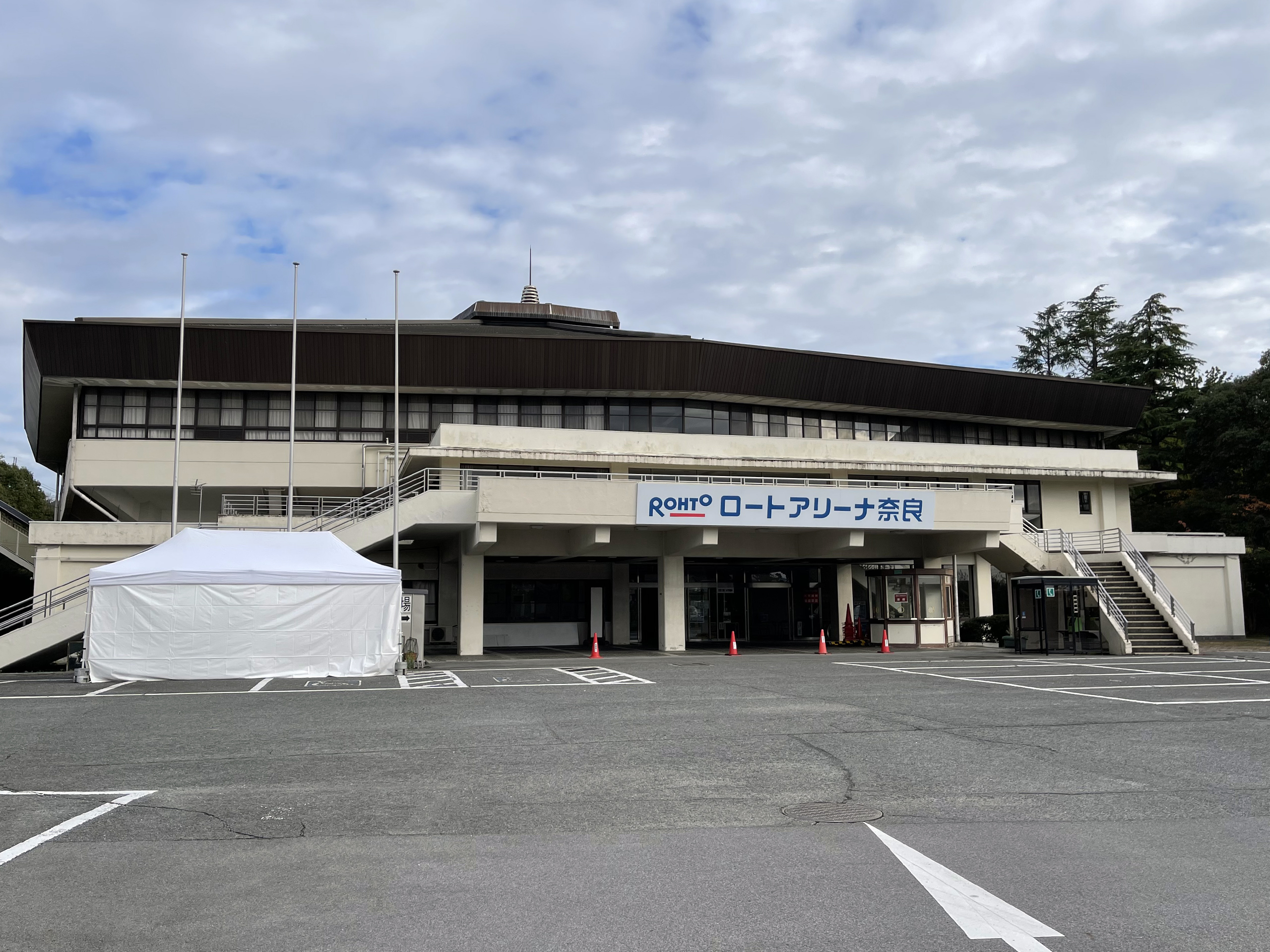
ロートアリーナ奈良時代

奈良市中央体育館（ならしちゅうおうたいいくかん）は、奈良県奈良市法蓮佐保山の奈良市鴻ノ池運動公園に所在する体育館である。1972年6月3日竣工。一般財団法人奈良市総合財団が指定管理者として管理運営にあたっている。
施設命名権（ネーミングライツ）の売却により、2021年4月1日から呼称を「ロートアリーナ奈良」（ロートアリーナなら）としている(後述)。

## 施設
- メインアリーナ
  - バレーボール（9人制）3面、バレーボール（6人制）3面、バドミントン10面、テニス3面、バスケットボール3面、卓球32面、ハンドボール1面
- 第2アリーナ（サブアリーナ）
  - バレーボール2面、バスケットボール1面、バドミントン4面、卓球10面、テニス1面

## 主なイベント
- わかくさ国体剣道競技[2]。
- B.LEAGUE・バンビシャス奈良のホームアリーナ[3]。
- 2009近畿まほろば総体レスリング競技

## 交通アクセス
- 近鉄・JR奈良駅からバスで「鴻ノ池」下車徒歩約5分

## 周辺
- ロートフィールド奈良（奈良市鴻ノ池陸上競技場）
- ロートスタジアム奈良（奈良市鴻ノ池球場）

## 施設命名権
| 命名権による呼称   | 契約企業           | 契約料年額（万円） | 契約期間                    |
| ------------------ | ------------------ | ------------------ | --------------------------- |
| ならでんアリーナ   | 奈良電力株式会社   | 1,000(税込)        | 2016年10月1日-2021年3月31日 |
| ロートアリーナ奈良 | ロート製薬株式会社 | 1,050(税込)        | 2021年4月1日-2026年3月31日  |

当体育館が所在する鴻ノ池運動公園では2016年度から施設命名権の導入を開始。2021年度までは奈良電力が命名権を取得し、公園名を『奈良電力鴻ノ池パーク』とした。これに合わせて公園内の9ヶ所の体育施設においても命名権が付与され、当体育館は奈良電力の略称・ならでんを冠した『ならでんアリーナ』の愛称になった。
2021年度より5年間の契約で大阪市に本社を置く製薬メーカー・ロート製薬株式会社が命名権を取得し、公園名を『ロート奈良鴻ノ池パーク』、当体育館を『ロートアリーナ奈良』としている。なお、命名権は第2体育館（サブアリーナ）も対象となっており、「○○（スポンサー）第2アリーナ」と称する。